# Pseudowintera colorata
Pseudowintera colorata es una especie de arbusto perteneciente a la familia Winteraceae.

## Descripción
Es un arbusto siempreverde o árbolito, comúnmente conocido como madera de pimienta o horopito de montaña, de 1-2,5 m de altura, con hojas amarillas y verdes manchadas de rojo, y en primavera con nuevas hojas rojo brillantes.  Ampliamente hallada en Nueva Zelanda, y también a 36º 30' Lat. S en el sur de la isla Stewart.

## Taxonomía
Pseudowintera colorata fue descrita por  (Raoul) Dandy y publicado en Journal of Botany, British and Foreign 71: 121, en el año 1933.
Sinonimia
- Drimys colorata Raoul basónimo[2]